# HD 2363
HD 2363，又名CD-26 138，SAO 166282、HR 102，是一颗恒星，视星等为5.98，位于銀經47.84，銀緯-84.35，其B1900.0坐标为赤經0h 22m 14s，赤緯-26° -84.35′ 1″。